# 가메이 가쓰이치로
가메이 가쓰이치로(일본어: 亀井勝一郎, 1907년 2월 6일~1966년 11월 14일)는 일본의 문예평론가이다. 일본 예술원 회원으로, 문예지 《일본낭만파》(日本浪曼派)를 창간하였다. 저서로 《야마토 고사풍물지》(大和古寺風物誌), 《현대사의 과제》(現代史の課題) 등이 있다.